# Ƅ
Ƅ, ƅは、ラテン文字の一つ。

## 概要

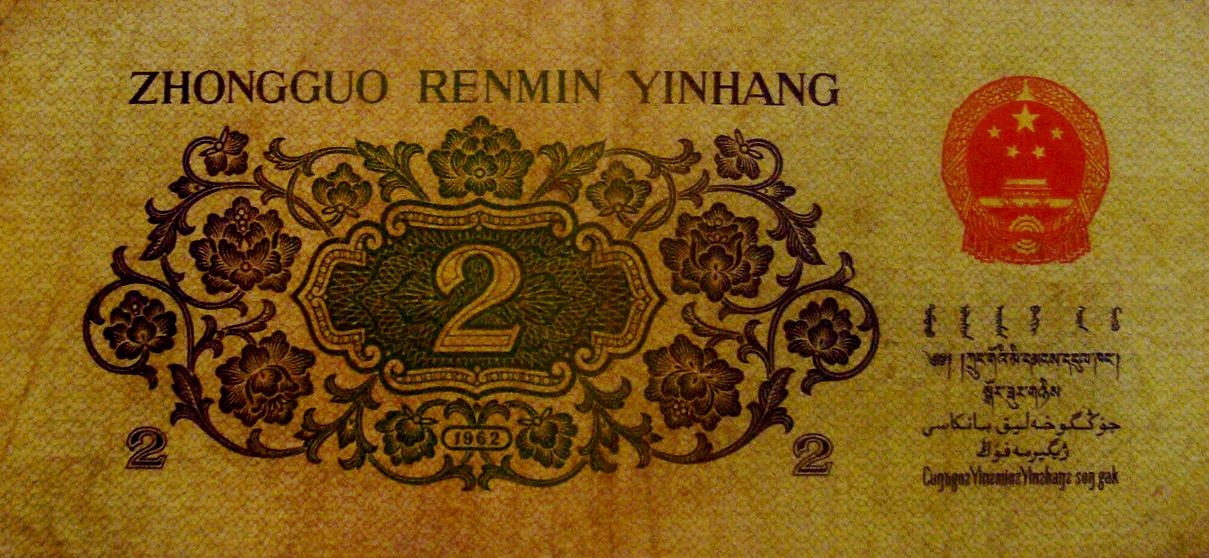
1962年発行の人民元の2角紙幣の裏面。右下の「Cuŋƅgoƨ Yinƨminƨ Yinƨhaŋƨ soŋ gak」に使用されている。

1957年に、中華人民共和国がチワン語のアルファベット表記法を導入した後、第六声調を表す文字として使用されていた。1982年以降は代わりにhが使用されている。

## 形状
この文字の形状は、キリル文字のソフト・サイン（Ь）やハード・サイン（Ъ）、セミソフト・サイン（Ҍ）、ニュートラル・ヤー（Ꙏ）の一般的な表記に近い。
この文字独自の特徴として、上部に左向きの三角形が存在する。

## 符号位置
この文字には、以下のUnicode（ラテン文字拡張B）表現が存在する。しかし、このUnicode表記の形状は一般的に用いられていた形状と異なるため、修正する必要があるという主張も存在する。
| 大文字 | Unicode | JIS X 0213 | 文字参照       | 小文字 | Unicode | JIS X 0213 | 文字参照       | 備考 |
| ------ | ------- | ---------- | -------------- | ------ | ------- | ---------- | -------------- | ---- |
| Ƅ      | U+0184  | -          | &#x184; &#388; | ƅ      | U+0185  | -          | &#x185; &#389; |      |